# Сан-Мігел-даш-Калдаш-де-Візела
Сан-Мігел-даш-Калдаш-де-Візела (порт. São Miguel das Caldas de Vizela; МФА: [ˈsɐ̃w mi.ˈgɛɫ dɐʃ ˈkaɫ.dɐʒ dɨ vi.ˈze.ɫɐ]) — парафія в Португалії, у муніципалітеті Візела. Розташована в північно-західній частині країни, на теренах історичної португальської провінції Дору-Міню. Входить до складу округу Брага. За адміністративним поділом, чинним до 1976 року, терени парафії були складовою провінції Міню. Належить до Бразької архідіоцезії Католицької церкви. Патрон — святий Михаїл. Площа — 4,1409 км². Населення — 7222 ос. (2011). Середньо урбанізований регіон. Густота населення — 1744,07 осіб/км²
. Код — 031403.

## Назва
- Калдаш-де-Візела (Сан-Мігел) (порт. Caldas de Vizela (São Miguel)) — офіційна назва.

## Населення
| Кількість мешканців | Кількість мешканців | Кількість мешканців | Кількість мешканців | Кількість мешканців | Кількість мешканців | Кількість мешканців | Кількість мешканців | Кількість мешканців | Кількість мешканців | Кількість мешканців | Кількість мешканців | Кількість мешканців | Кількість мешканців | Кількість мешканців |
| ------------------- | ------------------- | ------------------- | ------------------- | ------------------- | ------------------- | ------------------- | ------------------- | ------------------- | ------------------- | ------------------- | ------------------- | ------------------- | ------------------- | ------------------- |
| 1864                | 1878                | 1890                | 1900                | 1911                | 1920                | 1930                | 1940                | 1950                | 1960                | 1970                | 1981                | 1991                | 2001                | 2011                |
| 1 005               | 1 334               | 1 596               | 1 770               | 2 314               | 1 606               | 2 249               | 3 047               | 3 569               | 4 062               | 4 415               | 5 253               | 5 552               | 6 280               | 7 222               |